# 释印光
印光（1862年1月11日—1940年12月2日） ，俗名趙紹伊，字子任，法號聖量，別號常慚愧僧， 淨土宗第十三代祖師，同時也是淨土宗的重要中興人物，並為中國近代佛教復興作出顯著貢獻，常被尊称為印光大師。相傳他是大勢至菩薩的化身。

## 生平

### 世俗階段
印光大师於清咸豐十一（辛酉）年农历十二月十二日辰时（1862年1月11日）出生於陝西省郃陽縣（現今簡化字稱作），俗姓趙，名紹伊，字子任，父親趙秉綱，母為張氏，雙親的為人與德行在郃陽鄉間極受人尊崇景仰。上有两兄，其为幼子。
印光大师出生後六個月罹患眼疾，半年期間眼睛都無法張開，除了吃飯、睡覺以外，白天黑夜都經常哭泣。眼疾康復後，幼年就讀儒書，接受儒學教育。在印光十五岁罹患重病期間，對儒家批評佛教的部分進行了重點研究，也自然產生了向佛的意願。

### 由儒歸佛
1881年印光大師21歲時，於陝西終南山南五台蓮花洞寺正式出家，其師為道純和尚，自此從儒學轉入佛學。但剃度出家之事被其兄長知道後，在後者的強烈要求下只好遵命返家，到家後並遭遇禁足處置，然而印光大師意志堅定，趁兄長外出時又潛回終南山，繼續佛法修學。
回到終南山後，道純師父遂要印光大師遠赴安徽參學，以避家人持續要求回返的糾纏，印光大師奉命前往安徽，途中經過湖北竹溪蓮華寺時，在該地駐留苦修，除作為該寺的知客僧外，還負責柴頭（劈柴與燒柴）、水頭（挑水與燒水）等工作，以此來磨練自己，此時印光大師22歲。
此後，印光大師在代理庫頭（庫房整理、管理）工作時，於曬經（經書維護）過程中有緣讀到《龍舒淨土文》，因而更加堅定了以淨土宗救世的信念。
自1893年起，在浙江普陀山法雨寺藏經樓閱藏。
1918年起，專門刻印善書、佛經，印行淨土經論近百種，印量達數十萬冊，並廣泛贈送與各界人士。

### 儒道闡佛

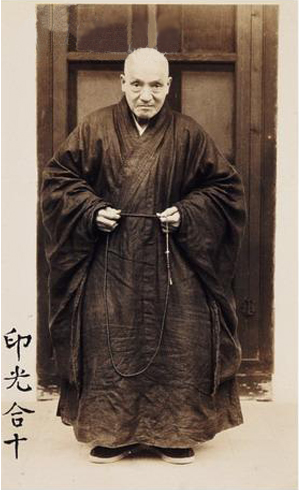

由於印光大師所處的時代，親近與信仰佛法者已為數不多，因此印光大師印贈「了凡四訓」與「太上感應篇」，前者以儒家觀點來傳播佛教，後者以道教觀點來弘揚佛法，在佛教振興上作出特殊貢獻。
1926年（民國15年），蘇州靈巖山寺真達和尚為了重振道場風規，特請印光大師訂立規章，印光大師為其訂立五條規約，使靈巖山寺奠定淨土道場的基礎。此後印光大師又於南京創建法雲寺放生念佛道場，興辦佛教慈幼院，組織監獄感化會以及從事賑災救濟等慈善公益事業。
1930年（民國19年），印光大師以七十高齡前往蘇州報國寺進行閉關修行，閉關前曾囑託明道法師創立弘化社，弘化社最初創立於上海常德路的覺苑內，王一亭、關絅之、黃涵之等居士參與、協助，由於弘化社的成立，使佛經、善書的印製、傳播和流通更為順暢。

### 往生西方
1937年（民國26年），抗戰爆發，印光大師應靈巖山寺監院妙真和尚之請而遷至靈巖山寺，持續弘揚淨土法門。
1940年（民國29年）農曆十月底，印光大師因身體不適，委任妙真和尚擔當靈巖山寺住持職務。至農曆十一月初四（1940年12月2日）凌晨，印光大師向妙真和尚與身邊弟子作最後囑咐與告誡，印光大師告訴妙真和尚：「維持道場、弘揚淨土，勿學大派頭！」，同時也語重心長地勸告眾弟子：「大家要念佛、要發願，往生西方！」。
此後，印光大師面向西方端身正坐，等待阿彌陀佛前來接引，在和尚、大眾的念佛聲中安詳而逝，享壽八十歲。印光大師生於清朝咸豐11年（西元1862年）辛酉歲12月12日辰時，逝於民國29年（西元1940年）庚辰歲11月初四日卯時，僧臘60年；妙真和尚等人決定於隔年2月15日佛涅槃，正是印光大師生西百日之期，舉行火荼毗，建塔安奉印光大師靈骨於靈巖寺本山石鼓東南。
印光大師荼毗後的隔日傍晚，人群從骨灰中撿得五色舍利子100多顆，晶瑩圓徹，奕奕有光。另有大小舍利花，及血舍利、牙齒舍利(32顆)等，約計有1000多粒。真為稀有難得，眾人無不驚嘆。

## 修行传法

### 傳法心印
「敦倫盡分，閑邪存誠，老實念佛，求生淨土。」印光大師這十六個字，前面八個字是因果教育、是老實的標準，後面八個字是淨土教學。印光大師有時用「老實念佛」，有時用「信願念佛」，這兩種在《文鈔》都有。有些聽眾是新學的，去拜見老法師時，印光大師就跟他們講「信願念佛」。如果是對老修行、或念佛堂開示，印光大師就講「老實念佛」，因為信願已經具足，老實就能成就了。所以，對初學講「信願念佛」，對老修行則講「老實念佛」！ 

### 著名開示
以下有幾段關於印光大師的開示，被稱為「言簡意賅，意義非凡」：
「無論在家在庵，必須敬上和下。忍人所不能忍，行人所不能行。代人之勞，成人之美。靜坐常思己過，閒談不論人非。行住坐臥，穿衣喫飯，從朝至暮，從暮至朝，一句佛號，不令間斷。或小聲念，或默念，除念佛外，不起別念。若或妄念一起，當下就要教他消滅。常生慚愧心，及生懺悔心。縱有修持，總覺我工夫很淺，不自矜誇。只管自家，不管人家。只看好樣子，不看壞樣子。看一切人皆是菩薩，唯我一人實是凡夫。汝果能依我所說而行，決定可生西方極樂世界。」（《印光大師文鈔三編》卷二《復葉福備居士書》一）

#### 盛贊淨土
「淨土法門為佛法中最平常、最高深之法門。若非宿具善根，實難深生正信。勿道儒者不易生信，即通宗通教之知識，亦每每以宗教之義論判之。致於此令博地凡夫，未斷煩惑，即於現生了生脫死、超凡入聖之不思議法，不但不肯自修，而且不肯教人修。以不知此法乃佛法中之特別法門，彼以宗教之義為准，故致有此過咎也。使彼最初即知此義，則其利大矣。」（《印光大師文鈔續編》卷上第一百三一頁《致銘光居士書》）

#### 懇勸念佛
「淨土法門，諦理甚深。唯佛與佛，乃能究盡。由其大小不二，權實一如。以故上自等覺菩薩，下至逆惡凡夫，皆須修持，皆得成辦也。末世眾生，善根淺薄，匪仗佛力，將何所恃。倘能仰信佛言，生信發願，持佛名號，求生西方。加以諸惡莫作，眾善奉行，敦倫盡分，閑邪存誠。果能如是，萬無有一不往生者。淨土經論，文義顯明。淨土修持，隨機自立。既無幽深莫測之悶，亦無艱難困苦之煩。且又不費錢財氣力，不礙職業營生。若能隨分隨力，常時憶念。則神凝意淨，業消智朗。自然身心安樂，諸緣順適。其為樂也，何能名焉。願見聞者悉皆修持。各懷自利利他之心，共發已立立人之願。恭敬受持，隨緣倡導。展轉流通，令遍國界。俾一切同倫，同沐佛恩，同生淨土，實為大幸。」（《印光大師文鈔三編》卷四《印光大師嘉言錄》題辭二）

#### 三根普被
「問念佛一法，何以見得三根普被？答：五逆十惡極重罪人，臨命終時，地獄相現，聞善知識教以念佛，或念十聲，或念數聲，即可蒙佛接引，往生西方。以其苦逼，發懇切心，故得成辦。不得以泛泛悠悠念者為比而生疑也。此為下根。若論上根，以初發心住，乃至十住十行十回向十地等覺四十一位法身大士，皆須念佛回向往生，以圓滿佛果。由此言之，一切法門，皆以念佛為其歸宿。」（《印光大師文鈔三編》卷四《淨業社開示法語》）

#### 堅信不疑
「至於修行淨土，有決定不疑之理。何必要問他人之效驗。縱舉世之人，皆無效驗，亦不生一念疑心。以佛祖誠言可憑故。若問他人效驗，便是信佛言未極，而以人言為定。便是偷心，便不濟事。英烈漢子，斷不至捨佛言而取信人言。自己中心無主，專欲以效驗人言為前途導師，可不哀哉。」（《增廣文鈔》卷一六十之六六《復永嘉某居士書》一）

#### 仗佛慈力
「佛法法門無量，無論大小權實一切法門，均須以戒定慧斷貪嗔痴，令其盡淨無余，方可了生脫死，此則難於登天，非吾輩具縛凡夫所能希冀。若以真信切願念佛求生西方，則無論功夫深淺，功德大小，皆可仗佛慈力往生西方。如坐輪船過海，但肯上船，即可到於彼岸。乃屬船力，非自己本事。信願念佛求生西方亦然，完全是佛力，非自己道力。」（《印光大師文鈔續編》卷上第一百五九頁《與張靜江居士書》）

#### 誓死專一
「不貪外事，專念佛。不能專，要他專。不能念，要他念。不能一心，要他一心等。亦無奇特奧妙法則，但將一個死字，貼到額頭上，挂到眉毛上。心常念曰，我某人從無始來，直至今生。所作惡業，無量無邊。假使惡業有體相者，十方虛空，不能容受。宿生何幸，今得人身，又聞佛法。若不一心念佛求生西方，一氣不來，定向地獄鐵湯爐炭劍樹刀山裡受苦，不知經幾多劫。縱出地獄，復墮餓鬼，腹大如海，咽細如針，長劫肌虛，喉中火燃，不聞漿水之名，難得暫時之飽。從餓鬼出，復為畜生，或供人騎乘，或充人庖廚。縱得為人，愚痴無知，以造業為德能，以修善為桎梏，不數十年，又復墮落。經塵點劫，輪迴六道。雖欲出離，末由也已。能如是念，如上所求，當下成辦。所以張善和、張鐘馗，臨終地獄相現，念佛數聲，即親見佛來接引往生。如是利益，一代時教，百千萬億法門之所無者。」（《增廣文鈔》卷一《復鄧伯誠居士書》二）

#### 慎重權衡
「凡誦經、持咒，禮拜、懺悔，及救災、濟貧，種種慈善功德，皆須回向往生西方。切不可求來生人天福報，一有此心，便無往生之分。而生死未了，福愈大則業愈重，再來一生，難免墮於地獄、餓鬼、畜生之三惡道中。若欲再復人身，再遇淨土即生了脫之法門，難如登天矣。佛教人念佛求生西方，是為人現生了脫生死。若求來生人天福報，即是違背佛教。如將一顆舉世無價之寶珠，換取一塊糖吃，豈不可惜。愚人念佛，不求生西方，求來生人天福報，與此無異。」（《印光大師文鈔續編》卷上《一函遍復》）

#### 九界同歸
「念佛法門，乃律、教、禪、密、諸宗之歸宿，人、天、凡、聖、成佛之捷徑。一切法門，無不從此法界流。一切行門，無不還歸此法界。小知見人，均謂是愚夫愚婦之法門。豈知華嚴會上，善財以十信后心，受文殊教，遍參知識，隨聞隨証。末后至普賢菩薩所，蒙其加被開示，所証與普賢等，與諸佛等。普賢為其稱贊如來勝妙功德，令其發十大願王，以此功德，回向往生西方極樂世界，以期圓滿佛果。並勸盡華藏世界海諸菩薩，一致進行，求生西方。夫華藏海眾，無一凡夫、二乘，及未破無明之權位菩薩。最下者，即為圓教初住。其人已能於無佛世界，現身作佛，及隨類現種種身，以度脫眾生。此后從二住，以至十住、十行、十迥向、十地、等覺，位位倍勝。是諸菩薩，皆以十大願王，求生西方。彼何人斯，敢與彼抗。由是知念佛法門，實為十方三世一切諸佛，上成佛道，下化眾生，成始成終之總持法門。故得九界同歸，十方共贊，千經並闡，萬論均宣。以其是以果地覺，為因地心，而即得因該果海，果徹因源也。」（《印光大師文鈔續編》卷上《致廣慧和尚書》）

### 思想定義

#### 格物致知
「所言格物者，格、如格鬥，如一人與萬人敵﹔物、即煩惱妄想，亦即俗所謂人慾也。與煩惱妄想之人慾戰，必具一番剛決不怯之志，方有實效。否則心隨物轉，何能格物？致者，推極而擴充之謂﹔知，即吾人本具愛親、敬兄之良知﹔非由教由學而始有也。然常人於日用之中，不加省察檢點，從茲隨物所轉，或致並此愛親、敬兄之良知亦失之﹔尚望其推極此良知，以遍應萬事，涵養自心乎！」（《太上感應篇直講》序）

## 公案軼事
印光大師是大勢至菩薩再來，佛教的一段公案，記載於《印光大師永思集》。
楊信芳居士有一位叫張孝娟的女同學，住在西門潤安裡，1936年國曆十一月二十三日夜晚，楊居士住宿於孝娟家，夜睡夢裡遙見得觀世音菩薩，立於一個小島上，島的四周都是大海，水天一色，觀世音菩薩身長丈許，瓔珞莊嚴般，手裡拿著淨水瓶，就如同書畫裡的一般。 
楊居士在一葉小船上，小船駛近了小島，菩薩招手說道：「大勢至菩薩，現在就在上海教化眾生，你怎麼昏迷，不去聽其講法呢？」菩薩又說:「印光大師就是大勢至菩薩化身，再過四年教化因緣就沒有了」， 說完後觀世音菩薩就消失了。
隔日，楊居士將夢境告訴了孝娟媽媽，並詢問有沒有菩薩名喚大勢至，有沒有和尚法號是印光的。張太太驚訝說著：大勢至菩薩就是西方三聖之一的菩薩，印光大師的名字，聽孝娟的父親說過，是普陀山的得道高僧。
居士接著問孝娟媽媽，想要知道印光大師現在是否在上海，第二天，看了《申報》，報上登了《丙子護國息災法會》通告，方才知曉有人禮請印光和尚至上海，大師於覺園主持法會；楊居士與張太太母女，前往覺園聞聽印光大師說法，三人一同皈依了印光大師，印光大師賜於楊信芳居士的法名是慧芬、張太太的法名是慧范、張孝娟的法名是慧英。
後從一位蘇姓朋友的信，楊居士得知印光大師已經在靈岩山坐化往生了，印光大師已然離開了人世，真的是化緣四年，竟然完全如夢中菩薩說的一樣。楊信芳居士於日後，記述了這一段與印光大師的佛門因緣，寄到了上海《覺有情半月刊》發表，表達了對印光大師的哀悼。

## 弘法著作
- 《印光大師信稿》（《印光大師文鈔》的原型）
- 《印光大師文鈔》上冊 （页面存档备份，存于） 下冊 （页面存档备份，存于）
- 《印光大師文鈔續編》上冊 （页面存档备份，存于） 下冊 （页面存档备份，存于）
- 《印光大師文鈔三編》上冊 （页面存档备份，存于） 下冊 （页面存档备份，存于）
- 《印光大師文鈔三編補》 （页面存档备份，存于）